# Google Native Client
Google Native Client (abbreviato come NaCl) era una tecnologia sandbox per eseguire set di codice nativo Intel x86 usando software basato sulla isolazione d'errore.
È stato proposto come codice nativo da eseguire in sicurezza dal browser, permettendo applicazioni web da eseguire più velocemente.
Native Client era un progetto open source sviluppato da Google.
Native Client era supportato da Firefox, Safari, Opera, e Google Chrome eseguiti su Windows, Mac, o Linux su hardware x86. Inoltre dal 2013 fu utilizzato come estensione nativa anche dalle smart tv Samsung con sistema operativo Tizen.
Attualmente è stato deprecato, e rimpiazzato dal formato WebAssembly.